# Friedrich II. (Pfalz)

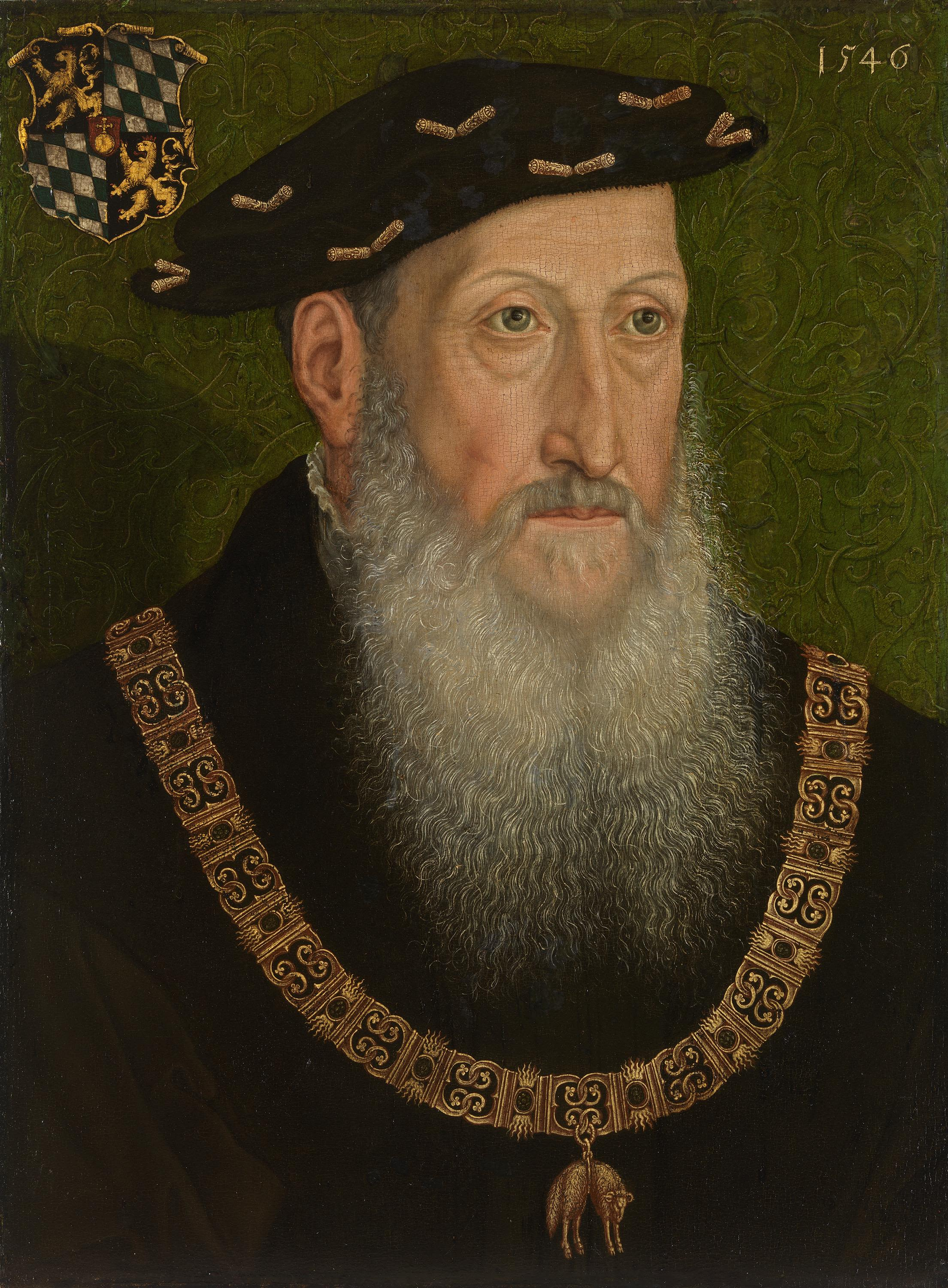
Friedrich II. von der Pfalz, Gemälde von Hans Besser, 1546

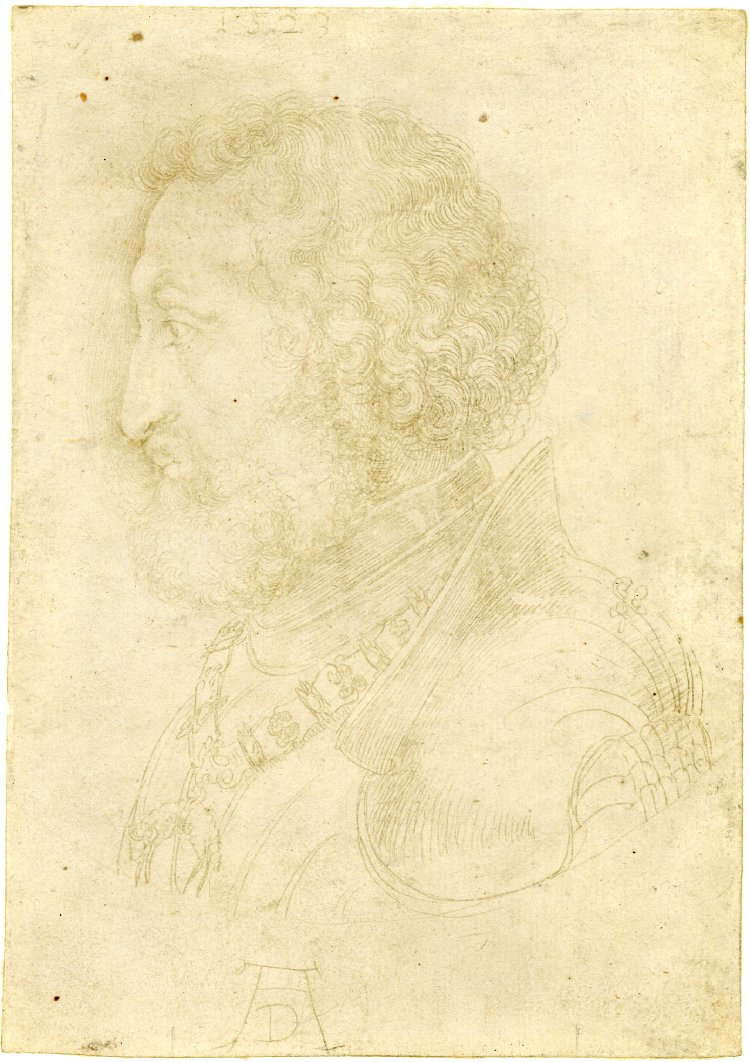
Zeichnung von Albrecht Dürer, 1523

Friedrich II., der Weise (* 9. Dezember 1482 auf Burg Winzingen bei Neustadt an der Weinstraße; † 26. Februar 1556 in Alzey), aus der Familie der Wittelsbacher war Pfalzgraf und Kurfürst der Pfalz von 1544 bis 1556.

## Leben
Friedrich war der vierte Sohn von Kurfürst Philipp dem Aufrichtigen von der Pfalz und Margarete von Bayern-Landshut.
Er wuchs in Heidelberg auf und wurde 1501 nach dem Tod seiner Mutter zur Kavalierstour an den habsburgisch-burgundischen Hof in den Niederlanden zu Philipp dem Schönen geschickt. Mit diesem bereiste er Frankreich und Spanien, bis ihn der Vater 1504 wegen des Landshuter Erbfolgekriegs zurückrief. Nach dem Friedensschluss stellte er sich in den Dienst des Habsburger Kaiserhauses, folgte Philipps Vater – Philipp der Schöne war 1506 unerwartet verstorben – Maximilian 1508 im Krieg gegen Venedig. 1516 wurde er als Ritter in den Orden vom Goldenen Vlies aufgenommen.
1519 bewog er seinen Bruder, Kurfürst Ludwig V., für die Wahl von Philipps Sohn Karl zum deutschen König zu stimmen, was ihm später den Titel eines Reichsverwesers einbrachte.
Von 1505 bis 1522 war er Vormund seiner Neffen Ottheinrich und Philipp in dem als Folge des Landshuter Erbfolgekriegs gegründeten Fürstentum Pfalz-Neuburg. Nach dem Tod seines Vaters war er Statthalter der Oberpfalz. In dieser Funktion verlegte er die Regierungskanzlei von Amberg nach Neumarkt. Dort ließ er das 1520 abgebrannte Schloss im Renaissance-Stil neu errichten. 1543 zog die Regierung wieder zurück nach Amberg, wo Friedrich II. in den folgenden Jahren die kurfürstliche Regierungskanzlei errichten ließ.
1529 war Friedrich Befehlshaber gegen die Türken vor Wien, wo sich auch die militärische Begabung und der Mut seines Neffen Philipp zeigte. 1532 kämpfte er wieder im Türkischen Krieg in Ungarn.
Nach der Zeit als Feldherr von Ferdinand I. von Habsburg erfüllte er verschiedene diplomatische Aufgaben in Rom, Madrid und Paris und wurde am 16. März 1544 Nachfolger seines Bruders Ludwig und damit Pfalzgraf bei Rhein sowie Kurfürst des Heiligen Römischen Reiches Deutscher Nation. Er führte, nachdem sich seine Untertanen im Dezember 1545 zum neuen Glauben bekannt hatten, die Reformation erst 1546 unter Vorbereitung durch Paulus Fagius offiziell in der Kurpfalz ein und wurde deshalb 1546 vom Kaiser geächtet. Daraufhin unterwarf er sich dem Kaiser völlig und rettete damit seinem Haus Besitzungen und Kurwürde. Mit Billigung von Papst Julius III. hob er nach 1551 mehrere Klöster in seinem Land auf und nutzte das Klostergut zur Förderung der Universität Heidelberg. Deren später von Ottheinrich weitergeführte Reform hatte er bereits 1546 begonnen (etwa mit der Einrichtung einer Gesamtburse, an der Schüler in einem Collegium principis auf die Universität vorbereitet wurden).
Er ist in der Heiliggeistkirche in Heidelberg begraben. Nachfolger wurde sein Neffe Ottheinrich.

## Heirat
Am 29. September 1535 heiratete er in Heidelberg die 15-jährige Prinzessin Dorothea von Dänemark und Norwegen, Tochter von König Christian II. von Dänemark und dessen Gattin Isabella von Spanien, einer Tochter König Philipps des Schönen. Die Hochzeitsfeierlichkeiten auf dem Heidelberger Schloss wurden von Peter Harer in einem ausführlichen Gedicht beschrieben. Die Ehe blieb kinderlos. 
Pfalzgraf Friedrich verfolgte zeitlebens den Erbanspruch seiner Gattin auf den dänischen und norwegischen Thron und spielte mit dem Gedanken einer nordischen Königskrone.

## Sonstiges
Er gründete 1546 in Heidelberg eine Lehranstalt, aus der später das heutige Kurfürst-Friedrich-Gymnasium wurde.